# Legge Eusébio de Queirós
La legge Eusébio de Queirós era una legge approvata in Brasile il 4 settembre 1850 per abolire la tratta internazionale degli schiavi nel paese. Questa legge prese il nome da Eusébio de Queirós, ministro della Giustizia brasiliano dal 1848 al 1852. Questa legge fu promulgata dal governo durante il periodo dell'imperatore brasiliano Dom Pietro II. La legge rafforzava una legge che era stata promulgata il 7 novembre 1831, ma non era mai stata completamente applicata e si basava anche su un disegno di legge del 1837 contro la tratta degli schiavi di Felisberto Caldeira Brant, che non era stato poi trasformato in legge. Il disegno di legge venne modificato e reintrodotto alla Camera dei deputati e alla fine approvato. Anche se la tratta degli schiavi fu ufficialmente abolita nel 1850, la schiavitù venne abolita in Brasile soltanto nel 1888, cosa che rese il Brasile l'ultimo paese del mondo occidentale ad abolire la schiavitù.
Il governo era, tuttavia, contrario alle pressioni britanniche tendenti a porre fine a tale commercio, come il sequestro delle navi negriere da parte delle navi da guerra britanniche. Nel 1845, il parlamento britannico promulgò la Legge Aberdeen, che consentiva agli incrociatori britannici di abbordare le navi negriere brasiliane nel tentativo di porre fine alla tratta degli schiavi. Ciò indusse i brasiliani a importare quanti più schiavi possibile nel caso in cui gli inglesi fossero riusciti ad abolire la loro tratta, motivo per cui la stragrande maggioranza degli schiavi arrivò in Brasile durante il periodo 1847-1849.
La schiavitù in Brasile era estremamente diffusa e le navi negriere trasportarono tra 3,6 e 5 milioni di schiavi in Brasile in circa tre secoli (1525-1851). Rio de Janeiro da sola aveva la più grande popolazione di schiavi, dove il 38,3% della popolazione era costituito da schiavi, ovvero 80.000 individui.